# Suzanne Mertzizen
Suzanne Camille Mertzizen (ou Mertzisen ; 15 mai 1919 - 18 janvier 1945), née Boitte, est une résistante française de la Seconde Guerre mondiale. Elle a servi dans le Special Operations Executive (SOE) et a été exécutée par les nazis.

## Biographie
Elle naît Suzanne Boitte en 1919 à Colombes, en banlieue parisienne. En 1938, elle épouse un aviateur français, Gabriel Mertzisen, et aura une fille. Ils emménagent à Constantine, en Algérie, où elle a rejoint le Corps féminin des Transmissions mis en place par le général Lucien Merlin, dont les membres sont surnommées "Merlinettes". Avec ses camarades Eugénie Djendi, Marie-Louise Cloarec et Pierrette Louin, elle est envoyée en formation à Staouéli, près d'Alger.
Quand un appel a été lancé pour les spécialistes de la radio, les quatre femmes se portent volontaires. Elles sont envoyées à Londres pour poursuivre leur formation en tant que radio. À St Albans et à Manchester, elles se perfectionnent en parachutisme, gestion des explosifs, combats sans armes et transmission radio de base.
Mertzizen est parachutée de nuit le 6 avril 1944 dans la région de Limoges avec Marie-Louise Cloarec, Pierrette Louin et deux autres. Les trois femmes se rendent ensuite à Paris chez un cousin de Louin.
Son mariage a souffert de leur séparation et leur divorce est prononcé le 24 avril 1944
Le 27 avril, Suzanne et ses camarades sont arrêtées après dénonciation. Elles sont interrogées par la Gestapo avant d'être envoyés au mois d'août au camp de concentration de Ravensbrück . Elles y retrouvent Eugénie Djendi. Après que leurs demandes de transfert dans un camp de prisonniers de guerre aient été rejetées, les quatre femmes sont exécutées par peloton d'exécution le 18 janvier 1945 et leurs corps brûlés et enterrés dans la forêt voisine.

## Distinctions

### Décorations
Suzanne Mertzizen a reçu à titre posthume les décorations suivantes :
- Chevalier de la Légion d'honneur[Quand ?]
- Médaille militaire[Quand ?]
- Médaille de la Résistance française (décret du 19 août 1953)

### Reconnaissance
- « morte pour la France »[2]

## Hommages
- Elle est commémorée avec ses camarades sur le Mémorial de Tempsford dans le Bedfordshire[3].
- Sa mémoire est commémorée à Colombes[4].